# George Mallia
George Mallia (ur. 10 października 1978 w Sliemie) – piłkarz maltański grający na pozycji pomocnika. W swojej karierze rozegrał 64 mecze w reprezentacji Malty i strzelił w nich 5 goli.

## Kariera klubowa
Karierę piłkarską Mallia rozpoczął w klubie Sliema Wanderers. W sezonie 1995/1996 zadebiutował w jego barwach w maltańskiej Premier League. W debiutanckim sezonie wywalczył ze Sliemą tytuł mistrza Malty.
W 1998 roku Mallia przeszedł ze Sliemy Wanderers do Floriany FC. We Florianie występował przez cztery sezony jednak nie osiągnął z nią znaczących sukcesów. W 2002 roku został zawodnikiem Birkirkary FC. W latach 2006 i 2010 zostawał z nią mistrzem Malty, a w latach 2003, 2004 i 2005 - wicemistrzem. W 2010 roku odszedł do Qormi FC, a w 2011 roku zakończył w nim swoją karierę.
| Sezon   | Klub             | Kraj  | Rozgrywki      | Mecze | Bramki |
| ------- | ---------------- | ----- | -------------- | ----- | ------ |
| 1995/96 | Sliema Wanderers | Malta | Premier League | 4     | 0      |
| 1996/97 | Sliema Wanderers | Malta | Premier League | 21    | 8      |
| 1997/98 | Sliema Wanderers | Malta | Premier League | 19    | 3      |
| 1998/99 | Floriana FC      | Malta | Premier League | 17    | 3      |
| 1999/00 | Floriana FC      | Malta | Premier League | 16    | 2      |
| 2000/01 | Floriana FC      | Malta | Premier League | 25    | 6      |
| 2001/02 | Floriana FC      | Malta | Premier League | 26    | 2      |
| 2002/03 | Birkirkara FC    | Malta | Premier League | 26    | 8      |
| 2003/04 | Birkirkara FC    | Malta | Premier League | 17    | 3      |
| 2004/05 | Birkirkara FC    | Malta | Premier League | 25    | 2      |
| 2005/06 | Birkirkara FC    | Malta | Premier League | 22    | 4      |
| 2006/07 | Birkirkara FC    | Malta | Premier League | 27    | 3      |
| 2007/08 | Birkirkara FC    | Malta | Premier League | 26    | 0      |
| 2008/09 | Birkirkara FC    | Malta | Premier League | 28    | 4      |
| 2009/10 | Birkirkara FC    | Malta | Premier League | 18    | 4      |
| 2010/11 | Qormi FC         | Malta | Premier League | 19    | 3      |

## Kariera reprezentacyjna
W reprezentacji Malty Mallia zadebiutował 6 sierpnia 1997 roku w przegranym 0:3 towarzyskim meczu z Węgrami, rozegranym w Siófoku. W swojej karierze grał w: eliminacjach do MŚ 2002, Euro 2004, MŚ 2006, Euro 2008 i MŚ 2010. Od 1997 do 2009 roku rozegrał w kadrze narodowej 64 mecze i strzelił 5 goli.